# Scintigrafia renale
La scintigrafia renale è una metodica medico-nucleare che permette, tramite l'utilizzo di opportuni radiofarmaci, di studiare la funzione dei due reni separatamente. Usando differenti traccianti è possibile quantificare il flusso ematico renale, la velocità di filtrazione glomerulare, la funzione tubulare e la velocità di eliminazione dell'urina lungo l'intero apparato urinario.

## Traccianti disponibili
I traccianti più utilizzati, per via del ridotto costo, della pronta disponibilità e della migliore dosimetria, sono quelli marcati con Tecnezio 99 metastabile che, decadendo a Tecnezio 99, emettono un fotone rilevabile tramite un'apposita macchina chiamata gamma camera. In questo modo è possibile ottenere sia immagini 2D, statiche o dinamiche (queste ultime mostrano come varia la radioattività nel tempo) sia immagini 3D usando la metodica SPECT. Sotto sono elencati tutti i radiofarmaci disponibili e la funzione che questi permettono di stimare. Con opportuni algoritmi applicati alle immagini dinamiche, ottenute usando i traccianti con escrezione ed eliminazione rapide, è anche possibile costruire delle curve radioattività-tempo chiamate renogrammi, che permettono di stimare vari parametri, come il Flusso Plasmatico Renale Effettivo (EGFR, abbreviato in inglese). 
| Radiofarmaco                                   | Funzione studiata |
| ---------------------------------------------- | --- |
| 99mTc-DTPA (acido dietilentriaminopentacetico) | Velocità di filtrazione glomerulare (GFR) |
| 131I o 123I-Hippuran                           | Flusso plasmatico renale |
| 99mTc-DMSA(acido dimercaptosuccinico)          | Funzione tubulare, questo tracciante una volta escreto dal tubulo contorto prossimale si accumula nella corticale renale, permettendo di stimare la massa nefronica totale mediante immagini statiche)                                     |
| 99mTc-MAG3 (mercaptoacetil-triglicina)         | Questo tracciante è eliminato sia per filtrazione glomerulare sia per secrezione tubulare ed è rapidamente allontanato dal rene. Usando immagini dinamiche è possibile ottenere stime dell'EGFR usando dei fattori di correzione empirici) |

## La scintigrafia renale sequenziale
È la metodica più comunemente utilizzata in clinica per studiare la funzione separata dei due reni. Mediante questa è possibile creare delle curve radioattività-tempo (curve nefrografiche o renogrammi) che consentono sia di dedurre gli indici di funzionalità descritti sopra usando i differenti traccianti sia di studiare l'eliminazione urinaria lungo l'apparato escretore.

### Esecuzione
Prima dell'esecuzione dell'esame il paziente deve idratarsi bevendo dell'acqua (la disidratazione può ritardare il transito renale del radiofarmaco) e successivamente svuotare la vescica. 
Fatto ciò si fa sdraiare il paziente sul lettino della gamma camera. È sufficiente che una sola testata sia posizionata in corrispondenza del dorso del paziente, di norma fra 2 piani, uno passante per il processo xifoideo superiormente e l'altro per le creste iliache inferiormente. Nel caso si debba studiare un rene trapiantato (di norma posizionato in fossa iliaca) si utilizza invece una proiezione anteriore.
L'acquisizione dinamica viene quindi iniziata dopo l'iniezione del radiofarmaco in un accesso venoso precedentemente predisposto. L'indagine in tutto dura fra i 15 ed i 30 minuti, a seconda del protocollo utilizzato. È possibile acquisire le immagini sia usando una durata costante dei singoli frame (ad esempio 10 secondi) sia usando un numero di secondi per frame variabile nel tempo (acquisizione in più fasi). L'acquisizione in più fasi può ad esempio utilizzare frame della durata di un secondo all'inizio dell'esame per stimare meglio l'arrivo vascolare ai reni del radiofarmaco, mentre nei successivi 4 minuti acquisire frame della durata di 10 secondi (fase di estrazione parenchimale) e terminare gli ultimi 20-25 minuti dell'esame acquisendo frame della durata di 20 secondi (fase di eliminazione).
Terminata l'acquisizione dinamica il paziente viene nuovamente invitato ad urinare, quindi viene di norma acquisita un'ulteriore immagine statica in ortostatismo, utile per evidenziare ristagni nelle vie urinarie o la presenza di ptosi renale.

### Analisi delle immagini
L'analisi qualitativa o visiva è il primo approccio che il medico nucleare usa per studiare le immagini. Un'asimmetria fra i due lati nella fase di arrivo vascolare è secondaria alla minor perfusione di un rene rispetto all'altro. Nella fase di estrazione parenchimale è possibile osservare la forma, la posizione e la struttura dei due reni, mentre la fase di eliminazione consente di evidenziare un rallentamento del deflusso del radiofarmaco verso i calici renali così come zone ove è presente stasi o rallentamento del flusso lungo le vie urinarie.
Di norma viene anche eseguita un'analisi semiquantitativa disegnando (a mano o tramite sistemi automatici) delle ROI (Region of Interest-Regioni di Interesse) sulle immagini a livello dei due reni ed anche nelle loro immediate vicinanze (queste ultime ROI servono a stimare la radioattività di fondo presente fuori dall'apparato urinario, in modo da sottrarla durante le elaborazioni). Questo metodo permette di misurare in modo molto preciso la radioattività in funzione del tempo a livello dei reni, che può essere descritta tramite apposite curve chiamate renogrammi. Da queste curve è possibile stimare numerosi parametri di importanza clinica. Ad esempio è possibile dedurre il tempo necessario per il raggiungimento del valore massimo di estrazione parenchimale del radiofarmaco, il tempo necessario perché metà dell'urina radioattiva sia eliminata da ciascun rene, i tempi medi di transito del radiofarmaco ed anche gli indici di funzionalità parenchimale descritti prima (GFR, EGFR) per entrambi i reni.
Se è presente stasi caliceale è anche possibile cercare di escludere dall'elaborazione la radioattività dovuta a questo fenomeno disegnando delle ROI che includano solo la corticale renale. L'analisi della fase di arrivo vascolare tramite queste curve consente inoltre di stimare la perfusione renale.

### Valutazioni semiquantitative
Nella valutazione del rene trapiantato viene spesso usato l'indice di perfusione di Hilson che si ottiene facendo il rapporto fra l'area sotto la curva creata piazzando una ROI a livello dell'arteria iliaca e quella che sottende il renogramma. Un rapporto, espresso in percentuale, superiore al 150% è indice di rigetto acuto.
Il filtrato glomerulare può essere dedotto usando la scintigrafia con 99mTc-DTPA ed il metodo di Gates. Tale metodo utilizza come dati di ingresso i conteggi in sede renale rilevati al terzo minuto dell'acquisizione (indicativi della perfusione dell'organo) ed i conteggi renali totali corretti per l'attenuazione tissutale. L'attenuazione è stimata indirettamente col metodo di Tønnesen, che utilizza a tal fine il peso e l'altezza del paziente. I conteggi nella formula sono convertiti in frazione dell'attività iniettata. Tale conversione è possibile acquisendo con la gamma camera i conteggi della siringa usata sul paziente prima e dopo l'iniezione. 
Questo metodo ha alcuni difetti, fra cui sottostimare il filtrato glomerulare quando presenta valori bassi ed essere operatore-dipendente (disegnando le ROI in modo diverso i risultati possono modificarsi). Inoltre il metodo di Tønnesen non è adatto a stimare la profondità dei reni nel corpo nei pazienti con cifo-scoliosi e quando questi sono malposizionati ptosici o malformati.
Dalle curve nefrografiche è possibile anche dedurre il tempo medio di transito del radiofarmaco attraverso i nefroni. Tale parametro è stimato considerando l'imput di tracciante nell'organo come somma di successivi input (il farmaco, passando nel venoso ed in quello polmonare, subisce dei rallentamenti dipendenti dalla differente lunghezza percorsa al loro interno) e come output il nefrogramma. Facendo la deconvoluzione di quest'ultimo è possibile trovare la funzione che lega l'ideale input unitario (ottenibile nella pratica solo somministrando il radiofarmaco in arteria renale, cosa non facilmente fattibile) con l'output renale. Tale funzione è detta "di trasferimento" ed è ottenuta usando sul renogramma la trasformata di Fourier. Eseguendo l'antitrasformata di Fourier della funzione di trasferimento nel dominio del tempo è possibile stimare il tempo di transito nei nefroni, in tutto il parenchima renale o nelle vie escretrici. Tali parametri sono incrementati nella stenosi dell'arteria renale, nelle ostruzioni delle vie escretrici e nel rigetto del rene trapiantato.

### Test alla furosemide
Questo test, eseguito somministrando un diuretico endovena durante la fase di eliminazione della scintigrafia, è utilizzato per fare diagnosi differenziale fra la stasi urinaria dovuta a dilatazione delle vie escretrici (rispondente al diuretico) da quella causata da un'ostruzione al flusso (non rispondente al diuretico). Tale distinzione è importante in quanto un'ostruzione può portare a progressiva perdita di funzione del rene coinvolto, che col tempo può anche smettere di funzionare se la patologia non viene trattata (nefropatia ostruttiva). 
La somministrazione della furosemide determina un incremento del volume urinario dopo 3-6 minuti ed entro di 15 minuti. Di norma il diuretico è somministrato dopo 20 minuti dall'inizio dell'indagine dinamica se è presente stasi (0,5 mg/Kg nell'adulto, 1 mg/Kg in età pediatrica). 
L'efficacia del test, se presente, porta ad una più o meno rapida eliminazione del tracciante evidenziabile sia in modo semiquantitativo con una diminuzione della radioattività renale al renogramma sia qualitativamente. Al contrario se è presente ostruzione questo fenomeno non si verifica. Di norma, un'eliminazione della stasi entro 15 minuti dall'iniezione di diuretico è indicativa dell'assenza di ostruzione, se la stasi invece persiste oltre 20 minuti l'esame è suggestivo di patologia ostruttiva (è dubbio se l'eliminazione della stasi avviene fra 15 e 20 minuti dalla somministrazione di diuretico). Più frequentemente il test da risultati dubbi se la funzionalità renale è bassa (poca efficacia del diuretico) e nelle idronefrosi voluminose (la pelvi di grandi dimensioni può accogliere l'urina anziché eliminarla).

### Test al captopril
Questo test è utilizzato nello studio dei pazienti con ipertensione nefrovascolare. La metodica è usata per confermare il sospetto diagnostico in associazione alle altre tecniche di imaging, verificare se esiste una correlazione fra la stenosi del vaso e l'ipertensione e per stimare il beneficio ottenibile da un intervento di rivascolarizzazione.
Nei pazienti con stenosi dell'arteria renale l'attività del sistema renina-angiotensina è molto importante nel mantenimento di un'adeguata filtrazione glomerulare del rene a valle della stenosi stessa. Somministrando un ACE inibitore si blocca l'attività di questo sistema, favorendo la vasodilatazione delle arteriole efferenti dei glomeruli e quindi provocando una diminuzione del filtrato glomerulare, a cui segue una riduzione dei tempi di transito del radiofarmaco. Tale effetto non è correlato con la pressione arteriosa sistemica, è specifico per la patologia studiata ed è rilevabile usando sia i traccianti filtrati a livello glomerulare sia quelli escreti in sede tubulare.
L'esame viene eseguito previa sospensione della terapia con ACE inibitori e diuretici alcuni giorni prima dell'acquisizione delle immagini, eseguita dopo 60 minuti dalla somministrazione di captopril e liquidi. La pressione del paziente viene misurata prima e dopo la somministrazione dell'ACE inibitore per verificare che non compaia ipotensione.
L'interpretazione delle immagini è sia visiva sia semiquantitativa studiando i due renogrammi. Questi possono avere aspetto normale-borderline, mostrare ritardato transito del radiofarmaco, mostrare persistenza dello stesso in sede renale in fase tardiva o, nei casi più gravi, evidenziare riduzione, fino alla scomparsa, dell'attività renale.
Dati non interpretabili si possono presentare in caso di funzione renale molto compromessa con ridotto uptake del tracciante; falsi positivi si evidenziano invece in presenza di arterie renali multiple o se il paziente è disidratato. Falsi negativi invece si osservano nelle stenosi non emodinamicamente significative e, secondo alcuni Autori, se prima dell'esame sono stati assunti farmaci calcio antagonisti o Sartani.

## La scintigrafia renale statica
È eseguita somministrando al paziente 99mTc-DMSA. Permette di rilevare porzioni di parenchima renale non funzionanti (evidenziate come aree "fredde"). L'esame è indicato soprattutto nella valutazione delle pielonefriti per la ricerca di esiti cicatriziali dati da queste malattie, specie in età pediatrica. Tale metodica mostra sensibilità e specificità superiori al 90%. Lo stesso esame è anche utilizzato nello studio delle anomalie morfologiche renali, nella valutazione delle masse occupanti spazio, del rene policistico e nella valutazione funzionale separata dei due reni.
L'acquisizione delle immagini è eseguita 3 ore dopo l'iniezione del radiofarmaco, eventualmente anche utilizzando la metodica SPECT e collimatori pin-hole. Usando le immagini planari è di norma eseguita un'analisi semiquantitativa facendo la media geometrica dei conteggi rilevati con la proiezione anteriore e con quella posteriore di ogni rene.

## Cistoscintigrafia
La cistoscintigrafia radioisotopica è utilizzata nei pazienti con sospetto reflusso vescico-ureterale; condizione molto frequente in età infantile ed associata ad aumentato rischio di pielonefrite nei pazienti con infezioni delle basse vie urinarie. Di solito nei bambini maschi è utilizzata come primo test la cistouretrografia minzionale convenzionale con fluoroscopia, in quanto questo esame consente di valutare anche la presenza di valvole a livello dell'uretra posteriore. Nelle femmine invece le anomalie congenite dell'uretra sono rare, motivo per cui la cistoscintigrafia radioisotopica è l'esame di prima scelta, anche per via della minor dose di radiazioni che questa dà alle ovaie rispetto alla tecnica citata prima.
La cistoscintigrafia può essere eseguita sia mediante tecnica diretta (il radiofarmaco è somministrato al paziente tramite un catetere vescicale), sia indiretta (si esegue un'acquisizione al termine di una scintigrafia renale sequenziale).
Nell'esecuzione della metodica diretta si utilizzano radiofarmaci non assorbibili dalla mucosa vescicale (99mTc-DTPA 99mTc-MAG3 e 99mTc-solfuro colloidale) che vengono immessi nel catetere dopo aver posizionato il paziente sul lettino della gamma camera. Il farmaco può essere diluito nella soluzione fisiologica preriscaldata a 37 C° oppure questa si può usare successivamente alla sua somministrazione. Il volume target va raggiunto in circa 15 minuti, lentamente per evitare il precoce instaurarsi del riflesso della minzione, e deve essere pari a 7 volte il peso del paziente in millilitri se questo ha un'età inferiore ad un anno, oppure a 30 volte il numero di anni del paziente più due se il paziente ha più di un anno di vita.
Le prime immagini sono acquisite in modalità dinamica dal momento dell'infusione. Questa acquisizione termina quando il paziente necessita di urinare, se compare stravaso di urina dal catetere o quando si raggiunge il volume target teorico.
Successivamente il catetere viene rimosso e si esegue un'altra acquisizione dinamica durante la minzione.
La cistoscintigrafia radioisotopica indiretta si esegue eseguendo l'acquisizione durante la minzione successivamente alla scintigrafia renale sequenziale, con le stesse modalità della seconda acquisizione diretta.
L'esame è interpretato per via visiva, osservando l'eventuale presenza di deflussi verso gli ureteri. È possibile anche piazzare delle ROI sugli ureteri per eseguire un'analisi semiquantitativa del reflusso. Il reflusso eventualmente rilevato può essere di grado 1 o lieve (limitato agli ureteri), grado 2 o moderato (coinvolgimento di ureteri e sistema collettore senza dilatazioni) oppure di grado 3 o grave (in presenza di dilatazioni del sistema urinario). Va inoltre segnalato se l'anomalia compare durante il riempimento o la minzione. Mediante un'analisi semiquantitativa è possibile anche stimare il residuo post-minzionale.